# Международен консорциум за опазване на интернет
Международният консорциум за опазване на интернет (на английски: International Internet Preservation Consortium, IIPC) е международна организация на библиотеки и други организации.
Създадена е да координира усилията за запазване на съдържанието в интернет за в бъдеще.

## Членство
Основана е от 12 участващи институции през юли 2003 г.. Нейните членове са нараснали до 35 към януари 2010 г. и до 55 към януари 2021 г.
Организацията е отворена за членство към архиви, музеи, библиотеки (включително национални библиотеки) и институции за културно наследство.

## Членове
Национални библиотеки
Членуващи национални библиотеки и архиви:
- Национална библиотека на Австрия
- Национална библиотека на Испания
- Библиотека Александрина (Египет)
- Национална библиотека и архиви на Квебек
- Национална библиотека на Франция
- Британска библиотека
- Германска национална библиотека
- Библиотека и архиви Канада
- Библиотека на Конгреса
- Национална и университетска библиотека в Загреб
- Национална и университетска библиотека на Ирландия
- Национална и университетска библиотека на Словения
- Национална парламентарна библиотека (Япония)
- Национална библиотека на Австралия
- Национална библиотека на Каталуния
- Национална библиотека на Чили
- Национална библиотека на Китай
- Национална библиотека на Чехия
- Национална библиотека на Естония
- Национална библиотека на Финландия
- Национална библиотека на Гърция
- Национална библиотека на Ирландия
- Национална библиотека на Корея
- Национална библиотека на Латвия
- Национална библиотека на Люксембург
- Национална библиотека на Нидерландия
- Национална библиотека на Нова Зеландия
- Национална библиотека на Норвегия
- Национална библиотека на Полша
- Национална библиотека на Шотландия
- Национална библиотека на Сърбия
- Национална библиотека на Швеция
- Национална библиотека на Унгария
- Швейцарска национална библиотека
- Национален архив на Обединеното кралство
- Кралска библиотека на Дания
- Кралска библиотека на Белгия